# Pont Jamuna
Le pont Jamuna, également appelé pont Bangabandhu (en bengali : যমুনা বহুমুখী সেতু  Jomuna Bohumukhi Shetu) enjambe le fleuve Jamuna (plus connu sous le nom de Brahmapoutre), l'un des trois fleuves principaux du Bangladesh, entre Bhuapur, sur la rive Est, et  Sirajganj, sur la rive Ouest. À sa construction, il était classé au onzième rang des ponts les plus longs et au sixième de l'Asie du Sud.

## Description
Le pont constitue un lien stratégique entre les parties orientale et occidentale du Bangladesh et facilite les échanges inter-régionaux. Outre les échanges de marchandises et de personnes par la route et le rail, l'ouvrage facilite également la distribution d'électricité et de gaz et intègre les réseaux de télécommunication. Il est situé sur les axes des routes structurantes Asian Highway et Trans-Asian Railway (en).
Le pont principal est long de 4,8 kilomètres avec quarante-sept travées principales d'une centaine de mètres et deux travées de soixante-cinq mètres. Les viaducs d'approche, à l'est et à l'ouest, comprennent douze travées de dix mètres et une travée de transition de huit mètres. La largeur du tablier est de dix-huit mètres et demi.

## Histoire
Le fleuve Jamuna sépare le Bangladesh en deux. La liaison, tant routière que ferroviaire, entre les deux parties dépendait de services de ferry souvent interrompus en raison de problèmes de navigation.
La première demande d'édification d'un pont sur le fleuve date de 1949 et fut le fait de Maulana Abdul Hamid Khan Bhashani. Cette demande a été réitérée régulièrement par la suite. Des études préliminaires de faisabilité ont été conduites en 1969 par la société britannique Freeman Fox and Partners.
À l'indépendance du pays, en 1971, le gouvernement s'est engagé dans ce projet. Les études de faisabilité ont été confiées a des sociétés nippones qui ont conclu à l'absence de viabilité économique du projet en 1976. Le projet a été réactivé en 1982 en incluant l'hypothèse du transport du gaz au projet routier et ferroviaire et donc le concept d'un ouvrage multi-fonctions. L'ouvrage a été ouvert au trafic le 23 juin 1998.